# France Keyserová
France Keyserová (nepřechýleně France Keyser; * 23. června 1970) je nezávislá francouzská fotografka, vizuální umělkyně a fotožurnalistka.

## Životopis
France Keyserová je fotoreportérka narozená 23. června 1970. V roce 1990 nastoupila do školy Louise Lumièra, sekce Fotografie, promovala u Oliviera Jobarda a Jérômine Derignyho.
Svou fotografickou kariéru začala dokumentováním cesty Paříž-Moskva ve vozu Beetle a VW Combi, poté fotografovala pařížské jazzové kluby . V roce 2000 pokrývala mezinárodní zprávy se sociálními tématy v Íránu, Iráku, Afghánistánu, Čečensku, Turecku, Izraeli a dokonce i Palestině .
France Keyserová zkoumá napětí uvnitř francouzské společnosti . Po čtyřech letech fotografického výzkumu vydala knihu o muslimech ve Francii Nous sommes Français et musulmans (2010, Editions Autre ) . Její tvorbu doprovázejí texty sociologa a politologa Vincenta Geissera. Práce otevírá debatu : «v kontextu kontroverze a stupidních debat o islámu ve Francii se fotografka snaží ukázat, že jsou francouzskými občany jako ostatní».
Svůj pohled obrací i k jinému extrému, k militantní mládeži krajně pravicové strany, k Národní frontě . Fotografuje mladé ženy ve volebních kampaních a nazývá je „ Mini Marion ". Tato práce publikovaná v časopise Grazia vyvolala v roce 2015 kontroverzi .
France Keyserová pracuje paralelně pro francouzský národní denní a týdenní tisk. Od roku 2004 žije v Marseille a od roku 2011 ji zastupuje fotografická agentura MYOP.

## Publikace
- Nous sommes Français et musulmans, [Paříž] : Autrement, 2010 ISBN 2746713926

## Dílo
V roce 2020 zakoupil FPAC, Photographic Fund of Contemporary Authors, fotografickou sérii Voyage dans mon village. Práce autorky jsou publikovány v L'Obs, s dalšími fotografy z agentury MYOP.
Autorčino dílo Chronologie d'un horizon suspendu, premier confinement je představeno v kolektivním díle.
V roce 2019 vystavoval fotografický festival MAP Toulouse fotografickou sérii Français d'Islam. Jodie Wtulich o fotografickém díle France Keyserové: « Zajímá ji, co se stalo s těmito „islámskými Francouzi“, kteří prošli před jejím objektivem před pěti lety.»
V letech 2018 a 2019 se podílela na několika kolektivních dílech, které spojily fotografy z její agentury. V roce 2017 se France Keyserová podílela na vzniku festivalu Récits Photographies v opatství Silvacane v La Roque-d'Anthéron.
Fotografické dílo Nous sommes français et musulmans, s fotografiemi France Keyserové a textem Vincenta Geissera vydalo nakladatelství Autre.

## Ceny a ocenění
- 2017 : Cena Zénith za jeho fotografický cyklus Francouzi a muslimové [17]. « Jedná se o velmi kompletní dlouhodobé téma s velmi seriózním a intelektuálním přístupem k tomu, co znamená „islám v Evropě“. Ukazuje mocné obrazy islámu jako pozitivní síly. Keyserová se snaží normalizovat myšlenku islámu a přináší nám všední, každodenní zbožnost » [18].